# Paramedetera medialis
Paramedetera medialis är en tvåvingeart som beskrevs av Yang och Saigusa 1999. Paramedetera medialis ingår i släktet Paramedetera och familjen styltflugor.
Artens utbredningsområde är Henan (Kina). Inga underarter finns listade i Catalogue of Life.